# Escassetat d'aigua

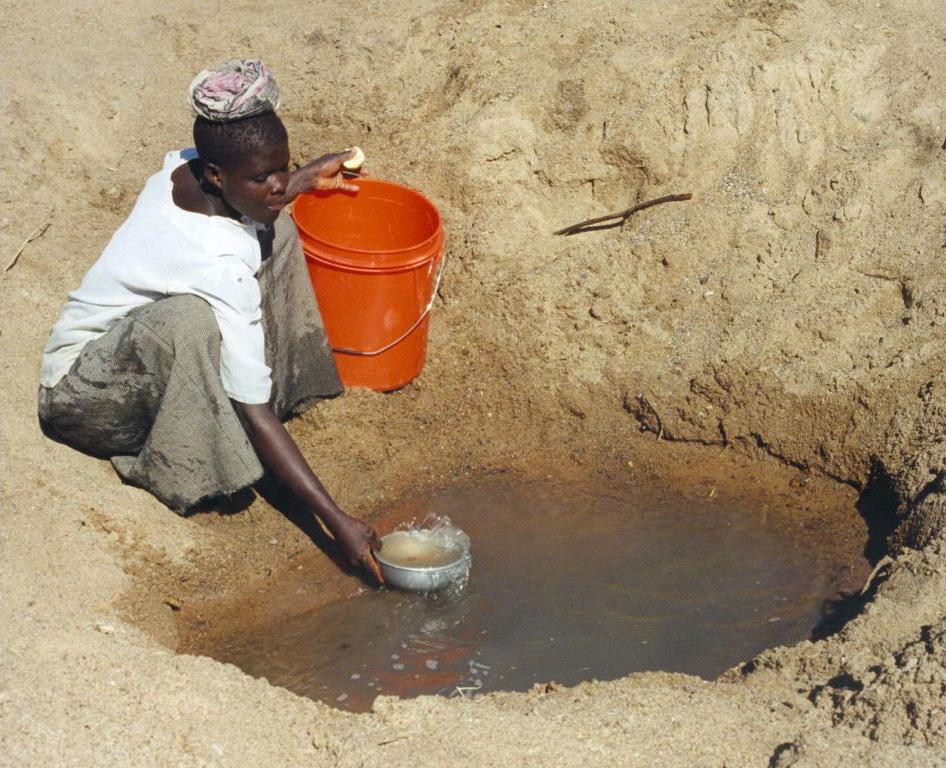
Al districte Meatu a la regió de Shinyanga, Tanzània, sovint es treu l'aigua de forats oberts cavats en la sorra dels jaços de rius secs; aquesta aigua està invariablement contaminada

L'escassetat d'aigua es refereix a la falta de suficients recursos hídrics per satisfer les demandes de consum d'aigua en una regió. El problema de l'escassetat d'aigua afecta al voltant de 2,8 mil milions de persones en tots els continents del món durant almenys un mes cada any. Més d'1,2 milions de persones no tenen accés a aigua potable salubre.
L'escassetat d'aigua implica estrès hídric, dèficit hídric, i crisi hídrica. El concepte de l'estrès hídric és relativament nou i es refereix a la dificultat d'obtenir fonts d'aigua dolça durant un cert període, una situació que pot culminar en una major deterioració i esgotament dels recursos hídrics disponibles. El dèficit hídric pot ser causat "per canvis climàtics així com patrons climàtics alterats -incloent sequeres o inundacions- així com l'augment de la contaminació i l'augment de la demanda humana d'aigua, fins i tot el seu ús excessiu. Una crisi hídrica és una situació que es produeix quan la disponibilitat d'aigua no contaminada dins d'una regió és inferior a la demanda d'aigua en aquesta regió. L'escassetat d'aigua està sent impulsada per dos fenòmens convergents: el creixent ús d'aigua dolça i l'esgotament dels recursos d'aigua dolça disponibles.

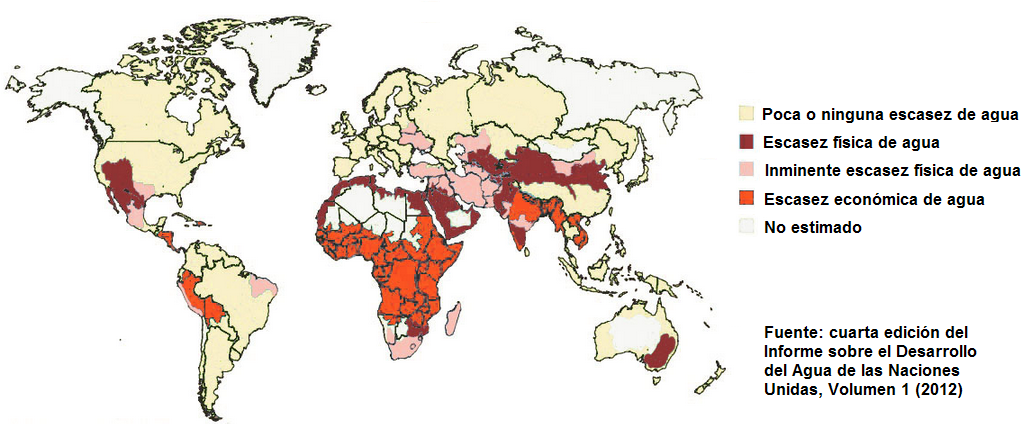
Escassetat física i econòmica d'aigua per país (2012)

L'escassetat d'aigua pot ser el resultat de dos mecanismes: l'escassetat física (absoluta) d'aigua i l'escassetat econòmica d'aigua, on l'escassetat física d'aigua és el resultat de la insuficiència dels recursos naturals d'aigua per proveir la demanda d'una regió, i l'escassetat econòmica d'aigua és el resultat d'una mala gestió dels recursos hídrics disponibles. D'acord amb el Programa de les Nacions Unides per al Desenvolupament, l'escassetat econòmica d'aigua sol ser la principal causa en la majoria dels països o regions que experimenten escassetat d'aigua, perquè la majoria dels països o regions tenen suficient aigua dolça per satisfer les necessitats de les llars, així com les necessitats industrials, agrícoles i ambientals, però manquen dels mitjans per proporcionar-ho en una forma accessible.
La reducció de l'escassetat d'aigua és una fita de molts països i governs. L'ONU reconeix la importància de la reducció del nombre de persones sense accés sostenible a sanejament i aigua potable. Els objectius de Desenvolupament del Mil·lenni formulats en la Declaració del Mil·lenni de les Nacions Unides afirmen que per a l'any 2015 es pretén "reduir a la meitat per 2015 el percentatge de persones que manquen d'accés sostenible a l'aigua potable i al sanejament bàsic."

## Estrès hídric

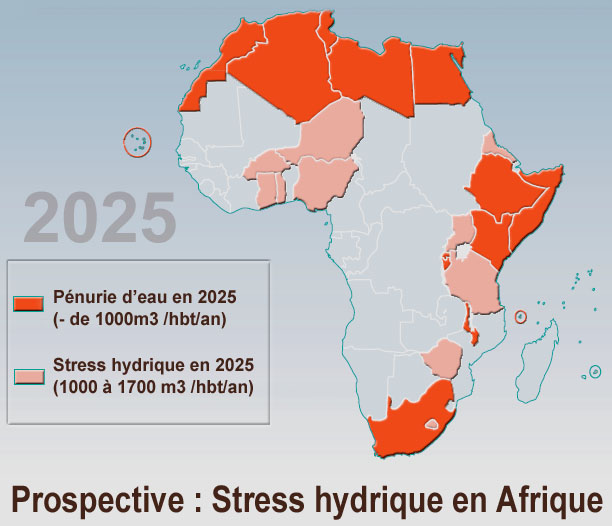
Segons estimacions d'ONGs, per a l'any 2025 es preveu que 25 països africans sofreixen d'escassetat d'aigua o estrès hídric.

Les Nacions Unides estimen que dels 1,4 mil milions de quilòmetres cúbics d'aigua de la Terra, tan sols 200.000 quilòmetres cúbics representen aigua dolça disponible per al consum humà.
Més d'una de cada sis persones al món es veu afectades per estrès hídric, la qual cosa significa que no tenen accés a aigua potable. Les 1,1 mil milions de persones al món que són afectades per estrès hídric, viuen totes en països en desenvolupament. D'acord amb l'índex d'estrès hídric de Falkenmark, es considera que un país o una determinada regió experimenta "estrès hídric" quan els subministraments anuals d'aigua cauen sota els 1700 metres cúbics per persona per any. Si el nivell es troba entre 1700 i 1000 metres cúbics per persona per any, es preveu una escassetat d'aigua limitada o periòdica. Es considera que un país s'enfronta a una situació d'escassetat d'aigua, quan el nivell cau per sota dels 1000 metres cúbics per persona per any. En 2006, uns 700 milions de persones en 43 països estaven vivint per sota del llindar de 1700 metres cúbics per persona. L'estrès hídric s'està intensificant en regions com la Xina, Índia i Àfrica subsahariana. El continent africà té el major nombre de països afectats per l'escassetat d'aigua, i gairebé una quarta part de la població viu en un país sofrint d'estrès hídric. La regió amb major estrès hídric del món és l'Orient Mitjà, amb una mitjana de 1200 metres cúbics d'aigua per persona. A la Xina, més de 538 milions de persones viuen en una regió afectada per estrès hídric. Gran part de la població afectada per estrès hídric viuen actualment en conques fluvials on l'ús dels recursos hídrics supera en gran manera la capacitat de renovació de les fonts d'aigua.

### Canvi climàtic
Existeix un ampli consens que la reducció en la quantitat total d'aigua dolça disponible està disminuint a causa del canvi climàtic, el qual és responsable de la reducció de les glaceres, i del cabal dels rius, llacs i estanys. Molts aqüífers van ser sobreexplotats i no es recarreguen suficientment. Encara que no s'esgota el subministrament total d'aigua dolça, una part important ha estat contaminada, salada, inadequada o no disponible per al consum humà, ni per a la indústria i l'agricultura. Per evitar una crisi mundial de l'aigua, els agricultors hauran d'esforçar-se per augmentar la productivitat per satisfer les creixents demandes d'aliments, mentre que la indústria i les ciutats hauran de trobar maneres d'utilitzar l'aigua de manera més eficient.

## Crisi hídrica
Es considera que existeix una crisi hídrica quan no hi ha prou aigua potable per a una població determinada. Les Nacions Unides i altres organitzacions mundials consideren que la crisi hídrica que afecta a certes regions és prou important que forma una preocupació mundial. Organitzacions com l'Organització per a l'Agricultura i l'Alimentació, subratllen la importància de prendre mesures per evitar una crisi hídrica.

### Característiques
Les principals característiques d'una crisi hídrica inclouen: 
- L'accés insuficient a aigua potable salubre, una problemàtica que afecta a aproximadament 884 milions de persones.[14]
- L'accés insuficient a l'aigua pel sanejament i l'eliminació de residus, una situació que afecta a 2500 milions de persones.[15]
- L'ús excessiu de reserves d'aigua subterrània, conduint a la disminució de rendiments agropecuaris.[16]
- L'ús excessiu i la contaminació dels recursos hídrics, resultant en una reducció de la biodiversitat.
- Conflictes regionals pels escassos recursos hídrics, resultant de vegades en conflictes armats.

## Escassetat física i econòmica d'aigua
Al voltant d'una cinquena part de la població mundial viu actualment en regions afectades per l'escassetat física d'aigua, és a dir regions on no hi ha suficients recursos hídrics per satisfer la demanda d'una regió o país, incloent l'aigua que es necessita per satisfer la demanda dels ecosistemes per poder funcionar de manera efectiva. Les regions àrides amb freqüència sofreixen d'escassetat física d'aigua. L'escassetat física també pot produir-se en regions on els recursos hídrics semblen abundants si aquests són sobreexplotats, com per exemple quan existeix una demanda excessiva per al reg o altres formes d'explotació hídrica. Els símptomes de l'escassetat física d'aigua inclouen la degradació del medi ambient i la disminució de les reserves d'aigua subterrània.
L'escassetat econòmica d'aigua es deu a una falta d'inversió en infraestructura o tecnologia per extreure l'aigua dels rius, aqüífers i altres fonts d'aigua, o per una insuficient capacitat humana de satisfer la demanda d'aigua. Una quarta part de la població mundial es veu afectada per l'escassetat econòmica d'aigua. Els símptomes de l'escassetat econòmica d'aigua inclouen la falta d'una infraestructura per al proveïment d'aigua salubre. Les persones que no tenen un accés segur a l'aigua es veuen obligats a recórrer llargues distàncies a la recerca d'aigua, sovint contaminada, dels rius per cobrir les seves necessitats domèstiques i agrícoles. Una part important d'Àfrica sofreix d'escassetat econòmica d'aigua; el desenvolupament de la infraestructura d'aigua en aquestes zones podria contribuir a la reducció de la pobresa. Condicions crítiques sovint sorgeixen en les comunitats pobres i sense poder polític que viuen en un medi ambient que ja està afectat per condicions seques.

## El dret humà a l'aigua
El Comitè de Drets Econòmics, Socials i Culturals de les Nacions Unides va establir una base de cinc atributs fonamentals per la seguretat hídrica, afirmant que el dret humà a l'aigua atorga a tots el dret a suficient aigua salubre que sigui accessible i assequible per a ús personal i domèstic.

## Mesurament de l'escassetat d'aigua
Actualment els hidròlegs solen avaluar l'escassetat d'aigua mirant a l'equació d'aigua i població, és a dir, comparant la quantitat total anual dels recursos hídrics disponibles a la població d'un país o regió. Un enfocament freqüentment aplicat per mesurar l'escassetat d'aigua ha estat la de classificar als països d'acord amb la quantitat de recursos anuals d'aigua disponibles per persona. Per exemple, d'acord amb l'índex d'estrès hídric de Falkenmark, es considera que un país o regió experimenta "estrès hídric" quan els subministraments anuals d'aigua baixen fins als 1700 metres cúbics per persona per any. Es pot esperar una escassetat periòdica o limitada d'aigua si els nivells baixen entre 1700 i 1000 metres cúbics per persona per any. Si el subministrament d'aigua cau sota els 1000 metres cúbics per persona per any, el país enfronta una situació de "escassetat d'aigua".
La FAO afirma que l'any 2025 s'estima que 1,9 mil milions de persones viuran en països o regions que enfronten una escassetat absoluta d'aigua, i dos terços de la població mundial podrien estar en una situació d'estrès hídric. El Banc Mundial assenyala que el canvi climàtic podria resultar en canvis profunds en els futurs patrons de disponibilitat i ús de l'aigua, la qual cosa podria augmentar els nivells d'estrès hídric i la inseguretat, tant a escala global com en els sectors que depenen de l'aigua.
Altres formes de mesurament de l'escassetat d'aigua inclouen l'avaluació de la quantitat física d'aigua en la naturalesa, comparant els països amb volums menors o majors d'aigua disponible. No obstant això, aquest mètode sovint no aconsegueix captar l'accessibilitat del recurs hídric per a la població que ho necessiti. Altres han relacionat la disponibilitat d'aigua a la població.
Un altre mesurament, calculat com a part d'una avaluació més àmplia de la gestió de l'aigua l'any 2007, tenia com a objectiu relacionar la disponibilitat d'aigua a l'ús real d'aquest. Per tant, va fer una distinció entre escassetat 'física' i 'econòmica' de l'aigua.